# Eucereon resina
Eucereon resina là một loài bướm đêm thuộc phân họ Arctiinae, họ Erebidae.